# 高山孟久
高山 孟久（たかやま たけひさ、1979年5月23日 - ）は、日本の俳優である。
長野県諏訪市出身。G-STAR.PRO所属。

## 人物・来歴
- 高校卒業後、単身渡米し演技を学ぶ。6年間の滞在後、2004年テレビドラマ「マザー&ラヴァー」高石宏一役でドラマデビュー。翌年2005年映画「NANA」高倉京助 役で映画デビュー。
- +act(ワニブックス）映画コラム「銀幕便り」を連載。
- 2008年、若林謙（現小説家、脚本家・一雫ライオン）と、演劇ユニット「東京深夜舞台」を結成。
- 若林ともどもロック好きで、東京深夜舞台の自主制作映像作「銀行強盗前夜」のエンディング曲は、一雫ライオンが作曲、高山が歌っている。
- 2023年に芸名を高山孟久に改名した。（読みは変わらず）

## 出演

### テレビドラマ
- マザー&ラヴァー（2004年、フジテレビ）- 高石宏一 役
- アストロ球団（2005年8月、テレビ朝日）- 伊集院大門 役
- らんぼう（2006年1月、日本テレビ）- 利根了 役
- 医龍-Team Medical Dragon-（2006年4月、フジテレビ）
- 特命係長 只野仁 スペシャル06（2006年9月、テレビ朝日）- セレブ 役
- ライオン丸G（2006年10月、テレビ東京）- 亜仁丸 役
- 女帝（2007年7月、ABC・テレビ朝日）- 玉田 役
- 風魔の小次郎（2007年10月、東京MXテレビ他）- 劉鵬 役
- 無理な恋愛（2008年4月、関西テレビ）
- ここはグリーンウッド（2008年8月、東京MXテレビ他）
- アイシテル〜海容〜（2009年4月、日本テレビ）- 佐伯 役
- インディゴの夜（2010年1月 - 3月、東海テレビ）- クラブインディゴバーテンダー 役
- 警視庁取調官落としの金七事件簿（2010年5月、テレビ朝日）- 木本 役
- 警視庁継続捜査班 第4話（2010年8月、テレビ朝日）- 佐竹晶 役
- 失恋ショコラティエ 第5話（2014年、フジテレビ）- バンドボーカル 役
- 鍵のかかった部屋SP（2014年、フジテレビ）- 画家 役
- 拝啓、民泊様。（2016年10月 - 11月、MBS・TBS）
- カンナさーん!（2017年7月18日 - 9月19日、TBS）- 金融社長 役
- 居酒屋ぼったくり（2018年4月 - 6月、BS12トゥエルビ）- ヤマ 役
- 江戸前の旬（2018年10月14日 - 12月30日、BSテレ東）- 金子 役
  - 江戸前の旬 Season2（2019年10月20日 - 2020年1月5日）
- 夫のちんぽが入らない（2019年3月20日配信開始、FOD/Netflix、タナダユキ監督）
- ワカコ酒  Season5 第11夜（2020年4月7日 - 6月23日、テレビ東京）- ジビエ店長 役
- 婚活食堂（2023年4月15日 - 7月9日、BSテレ東） - 坂口義治 役
- 花咲舞が黙ってない 第6話（2024年5月18日、日本テレビ）- バーのマスター 役
- 世にも奇妙な物語’24 冬の特別編『ああ祖国よ』 - 特使 役
- 僕のあざとい元カノ from あざとくて何が悪いの？（2025年、テレビ朝日）
- 失踪人捜索班 消えた真実 第2話（2025年4月18日、テレビ東京） - 津田諒太郎 役[1]

### 映画
- NANA（2005年）- 高倉京助 役
  - NANA2（2006年）- 高倉京助 役
- Cross Chord（2006年）- シンスケ 役
- 忍－エボリューション（2006年）- 北村 役
- パラ族（2006年）- アキラ 役
- 愛しあう事しかできない（2007年）- 吉岡光彦 役
- キリン POINT OF NO-RETURN！（2012年、監督: 大鶴義丹）- モヒ 役
- 予知輿地人魚（2013年、監督： ヨリコジュン ／第一回 団鬼六賞優秀賞受賞作品）
- 今日子と修一の場合（2013年、監督: 奥田瑛二）- 斉藤太 役
- タロット探偵ボブ西田（2016年、監督：山崎賢）- 主演・ボブ西田 役
  - 逆位置のバラッド（2020年3月6日、監督：山崎賢　源田企画）- 主演・ボブ西田 役
- 瞬間の流レ星（2018年6月29日、源田企画）- 町田悟 役
- ニッポニア・ニッポン（2019年、ラピュタ阿佐ヶ谷）- 加藤 役
- POSTMAN（2022年、監督： ヨリコジュン）
- 横濱の仮族（2024年4月19日公開、エクストリーム） - 主演・横濱権三 役

### テレビ番組
- 西村京太郎から挑戦状 芸能界推理王決定戦（2006年1月、日本テレビ）- 服部洋一 役
- 戦国鍋TV 〜なんとなく歴史が学べる映像〜（2010年4月 - 2011年9月、テレビ神奈川他）- 戦国キャバクラボーイ 役
  - 戦国鍋TV2〜なんとなく歴史が学べる映像〜（2012年4月 - 9月、U局）- 戦国キャバクラボーイ 役
- ファミリーヒストリー『平岳大〜父の背を追って、海を越えた一族の絆〜』（2013年、NHK）- 平福吉 役

### 舞台
- 「LEGEND」奥田 役（2007年1月）（Air studio）
- 「闇の門」矢口 役（2007年2月）（Air studio）
- 「ろまんす」（2007年3月）（Air studio）
- 「風魔の小次郎」（2008年3月）（シアターアプル) 劉鵬 役
- 東京深夜舞台
  - 第1回公演 「ファイナル・マジック」 （2008年4月）
  - 第2回公演 「相田・ブルースG・P-吉祥寺ポエム戦争-」 （2008年7月）
  - 第3回公演 「銀行強盗前夜 THE STAGE」 （2009年1月）
  - 第4回公演 「ドント・ルック・バック・イン・アンガー」 （2009年4月）
  - 第5回公演 「未来タクシー」 （2009年8月）
  - 第6回公演 「東京想い出銀行」 （2010年1月）
- 「喀血!!銀玉高校応援団 〜凄春☆番外篇〜」（Air studio）（2009年5月）
- 劇団空感エンジン旗揚げ公演「ツワモノ〜20XX年…首都、江戸〜」 （2009年7月）新宿SPACE107
- 「六畳一間で愛してる」（2009年8月）（Air studio）
- ジーパンズ第2回公演 「空から降るほんの小さな愛」（2010年4月）
- 「愛、時を越えて 遙かなる時空の運命（さだめ）」（2010年6月、大阪松竹座）（2010年7月、名古屋御園座）- 黒田長政 役
- 舞台「花咲ける青少年」 - 曹（ツァオ） 役（2010.9.〜2012.1.）
  - ルドビコ★plus+ vol.1 異空間ステージ 花咲ける青少年 〜The Budding Beauty〜 (2010.9/29〜10/6 草月ホール)
  - ルドビコ★plus+ vol.2 異空間ステージ 花咲ける青少年 〜The Budding Beauty in The Oriental Blue Wind〜 (2011.2/16〜27　草月ホール)
  - [ルドビコ★plus+ 異空間ステージ 花咲ける青少年 The Blooming Princess Special Event(2011.11/26〜27 原宿クエストホール)
  - ルドビコ★plus+ vol.3-4 異空間ステージ 花咲ける青少年 ファイナル The Blooming Princess　「ラギネイ革命」編(2012.1/13〜15 サンシャイン劇場)
  - ルドビコ★plus+ vol.3-4 異空間ステージ 花咲ける青少年 ファイナル The Blooming Princess　「恋と宿命」編(2012.1/17〜18 サンシャイン劇場)
- 舞台「銀河英雄伝説」 - アンスバッハ 役 / アーサー・リンチ 役 / フーゲンベルヒ  役
  - 銀河英雄伝説第一章 銀河帝国編  (2011.1 青山劇場)アンスバッハ 役
  - 銀河英雄伝説外伝 ミッターマイヤー・ロイエンタール編  (2011.7池袋サンシャイン劇場)アンスバッハ 役
  - 銀河英雄伝説外伝 オーベルシュタイン篇（2011.さくらホール)アンスバッハ 役
  - 銀河英雄伝説 撃墜王(2012.天王洲銀河劇場)アーサー・リンチ 役
  - 銀河英雄伝説・内乱 　(2012.4 青山劇場)アンスバッハ、アーサー・リンチ 役（2役）
  - 銀河英雄伝説・初陣・もう一つの敵 　 (2013.8〜 日本青年館)フーゲンベルヒ 役
- 『バック・トゥ・ザ三億円事件』（2011年8月、北沢タウンホール）三億円事件実行犯 役
- GO HOME!!（2013年、中目黒キンケロシアター) ラリー中佐 役
- 「ロックンロールダイアリーズ♯1」（2013年12月 新宿ブラッツ） バイク先輩 役
- HYBRID PROJECT Vol.15 RANPO chronicle *【冥府の箱】（2017年8月9日 - 13日、シアターサンモール）明智小五郎 役
- ガスマスクの伊藤さん（2018年7月18日 - 22日、六行会ホール） -
- 私に会いに来て（2019年9月13日 - 16日、新国立劇場 小劇場 / 9月19日 - 20日、サンケイホールブリーゼ） - パク・ダルホ刑事 役
- 舞台「モノノ怪〜化猫〜」(2023年2月4日 - 15日、飛行船シアター） - 坂井伊顕 役[2]
  - 舞台「モノノ怪〜座敷童子〜」（2024年3月21日 - 24日、IMM THEATER / 3月29日 - 31日、COOL JAPAN PARK OSAKA WWホール / 4月4日 - 7日、IMM THEATER） - イチ / 直助 役[3][4]

### 声優
- Little Village People（2008年9月）（MTV）- ユーヤ 役

### ラジオドラマ
- BAND AGE（2005年2月）- ケンジ 役
- J-WAVE 'ASIENCE SPIRIT OF ASIA' 「未来タクシー」（2008年4月）- 運転手 しげお 役

### ネットドラマ
- 恋する血液型 シーズン2（2009年） - 翔太 役
- わかっていても the shapes of love（2024年、Netflix） - バーのマスター 役

## 書籍

### 雑誌連載
- 「+act（プラスアクト）」『銀幕便り』（ワニブックス、2006年）

### 関連書籍
- 「CanCam」エビちゃんシアター（小学館、2006年）
- 「+act（プラスアクト）」東京深夜舞台の「リアルタイム〜なんでもありでしょ?〜」(ワニブックス、2008年4月 - ）